# Forças Armadas do Sudão do Sul
As Forças Armadas do Sudão do Sul, ou Forças de Defesa do Povo do Sudão do Sul (em inglês:  South Sudan People's Defence Forces, SSPDF), são o exército da República do Sudão do Sul.
Após a independência do Sudão do Sul em 2011, Salva Kiir tornou-se presidente e o Exército de Libertação do Povo do Sudão tornou-se o exército regular da nova república. Em maio de 2017 houve uma reestruturação e as Forças Armadas passaram a se chamar "Forças de Defesa do Sudão do Sul", com outra mudança em setembro para Forças de Defesa do Povo do Sudão do Sul. Em 2018, o exército era estimado em 185.000 soldados, bem como um número desconhecido de pessoal na Força Aérea. Em 2019, as Forças Armadas eram compostas pela Força Terrestre, Força Aérea, Forças de Defesa Aérea e Guarda Presidencial.

## Constituição
As Forças Armadas do Sudão do Sul foram devidamente estabelecidas na Parte 10, Capítulo 1 da Constituição do Sudão do Sul. Atualmente, são constituídas principalmente por elementos do Exército de Libertação do Povo do Sudão (Sudan People's Liberation Army, SPLA), que foi anteriormente o braço armado do Movimento de Libertação do Povo do Sudão, e passou por um processo para tornar-se um exército regular. A missão das Forças Armadas, conforme definida pela Constituição:
- Sustentar a Constituição;
- Defender a soberania do país;
- Proteger o povo do Sudão do Sul;
- Assegurar a integridade territorial do Sudão do Sul;
- Defender o Sudão do Sul de ameaças e agressões externas e;
- Estar envolvido no tratamento de emergências, participar em atividades de reconstrução e ajudar na gestão de desastres e socorro de acordo com esta Constituição e a lei.

A Constituição de Transição da República do Sudão do Sul afirmou que o Exército de Libertação do Povo do Sudão deveria ser transformado nas Forças Armadas do Sudão do Sul e esta seria apartidária, de caráter nacional, patriota, regular, profissional, disciplinada, produtiva e subordinada à autoridade civil. No entanto, a Comissão de Inquérito da União Africana sobre o Sudão do Sul concluiu, em outubro de 2014, que o processo de transformação do Exército de Libertação do Povo do Sudão nas Forças Armadas permaneceu incompleto. A forte ligação entre o Movimento de Libertação do Povo do Sudão e o Exército de Libertação do Povo do Sudão, manteve as Forças Armadas altamente politizadas e problemáticas.

## Guerra Civil
Em 15 de dezembro de 2013, eclodiram combates em Juba entre diferentes facções das forças armadas no que o governo do Sudão do Sul descreveu como um golpe de Estado. O presidente Kiir anunciou que a tentativa foi reprimida no dia seguinte, mas os combates recomeçaram em 16 de dezembro. O porta-voz militar, coronel Philip Aguer, disse que algumas instalações militares foram atacadas por soldados armados, mas que "o exército está no controle total de Juba". No entanto, posteriormente, o Movimento de Libertação do Povo do Sudão rompeu-se em duas facções principais, divididas na questão da liderança do partido governante:
- Movimento de Libertação do Povo do Sudão (no governo) liderado pelo presidente Kiir; foi a facção dominante que assinou o Acordo de Paz Abrangente em janeiro de 2005. Kiir serviu como presidente da Região Autônoma de Transição do Sul do Sudão desde sua formação em 2005 após a morte de Garang até a independência do país em 2011. A facção oposicionista formalmente se retirou da facção dominante do Movimento de Libertação do Povo do Sudão em 2013.
- Movimento de Libertação do Povo do Sudão na Oposição foi formado em 2013 e é liderado pelo ex-vice-presidente do Sudão do Sul, Riek Machar. O grupo é o principal oponente da facção governista na guerra civil.

Ao longo da guerra, as Forças Armadas foram dominadas pelos Dinkas, em particular os dinkas da grande Bahr el-Ghazal. O Panel of Experts on South Sudan escreveu em 2016: "Enquanto outras tribos estão representadas no SPLA, elas estão cada vez mais marginalizadas, tornando a estrutura multitribal do exército uma fachada que obscurece o papel central que os Dinkas agora desempenham em praticamente todos os principais teatros do conflito".

## Reestruturação

Um mapa dos locais de acantonamento das divisões das Forças de Defesa Popular do Sudão do Sul em agosto de 2020.

Em 16 de maio de 2017, Kiir anunciou uma reestruturação do exército e mudança de nome para "Forças de Defesa do Sudão do Sul".
No entanto, em agosto do mesmo ano, Kiir anunciou que o novo nome para o exército seria Forças de Defesa do Povo do Sudão do Sul (South Sudan People's Defence Forces, SSPDF) “pela necessidade de representar a vontade do povo”. Ele disse que havia necessidade de reorganizar e profissionalizar o exército. Segundo o professor Joel Isabirye, a mudança de nome deslocaria o discurso da era da libertação, agora encerrada, para a da defesa nacional, que está em curso - com foco na defesa do país contra agressões externas. A inserção de "People's" no nome "poderia ser para evitar ser arrastado de volta à história quando durante a Segunda Guerra Civil Sudanesa (1983-2005) uma milícia chamada Forças de Defesa do Sudão do Sul (SSDF) emergiu e se alinhou com o Governo do Sudão".
O exército foi oficialmente renomeado para Forças de Defesa do Povo do Sudão do Sul em setembro de 2018 por uma ordem republicana lida no canal de TV estatal SSBC. A mudança de nome ocorreu dez dias antes da implementação de novos arranjos de segurança, que incluíram a reunificação do exército nacional. O presidente Kiir também tornou-se comandante-em-chefe do exército.
Em 2018, o exército era estimado em 185.000 soldados, bem como um número desconhecido de pessoal na pequena Força Aérea do Sudão do Sul.
Em 2019, as forças armadas compreendiam a Força Terrestre, Força Aérea, Forças de Defesa Aérea e Guarda Presidencial.
Em outubro de 2019, mais de 40 membros das Forças de Defesa do Povo do Sudão do Sul realizaram um treinamento de dois dias organizado pela Missão das Nações Unidas no Sudão do Sul (UNMISS) em Kuajok, Gogrial.